# Mille-fleur

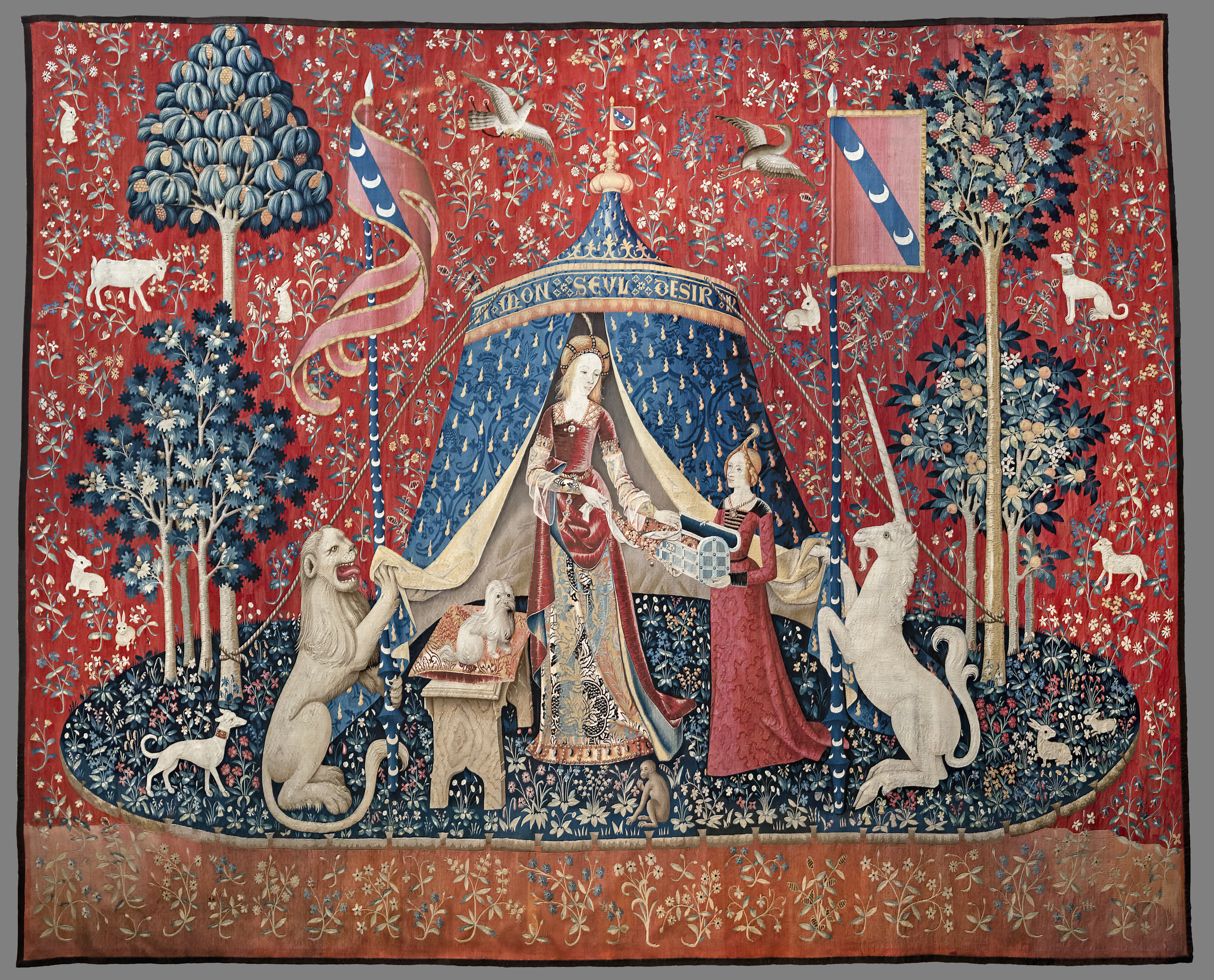
El motivo en el tapiz La dama del unicornio del siglo XV

Mille-fleurs (en francés), también millefleur o mille-fleur, literalmente significa "mil flores" y se refiere a un fondo realizado con muchas florecilla y plantas.  Fue un motivo especialmente popular en los tapices y otras artes aplicadas y artesanía durante la Edad Media en Europa.  
El estilo mille-fleurs fue muy popular a finales del siglo XV y principios del XVI en los tapices franceses y flamencos, siendo sus mejores ejemplos La dama y el unicornio y La caza del unicornio.   El término también se usa para describir alfombras orientales con un diseño similar, originariamente persas pero posteriormente producidas en gran parte de Oriente Medio y la India mogol – el estilo europeo medieval pudo haber sido influido por miniaturas o alfombras persas.